# 355 TCN
355 TCN là một năm trong lịch La Mã.